# 福瑶列岛
26°56′30″N 120°19′30″E / 26.94167°N 120.32500°E
福瑶列岛，又称嵛山列岛、窑山列岛，位于中华人民共和国福建省宁德市东北部，是福鼎市嵛山镇的主要组成部分，土地面积27.61平方公里，由11个岛屿组成，其中最大的岛屿是大嵛山岛。

## 名称
福瑶列岛之名常被解释为“美玉福地”之意，但瑶字实际源自大嵛山岛别称“窑山岛”，得名于当地村民以烧窑为副业，尔后雅化为瑶字，而福字则源于当时福瑶列岛所隶属的福宁州。

## 地理
福瑶列岛是嵛山镇的陆地组成部分，东北为七星列岛，西侧为烽火岛，西南侧为北澳岛，总面积25.41平方公里，海岸线总长30.12公里，共11个岛屿、9个礁，最大、第二大岛屿分别为大嵛山岛和小嵛山岛，海拔最高点是红纪洞山，高541.3米。大嵛山岛上有自然形成的高山淡水湖泊天湖，小嵛山岛上亦有被称为小天湖的淡水湖，全列岛共建三座小水库，蓄水量达150多万立方米。岛上有面积较大的草场。福瑶列岛为亚热带季风气候，夏季高温多雨，冬季温暖湿润，年平均气温17℃，最冷月2月平均气温9℃，最热月8月平均气温23℃。

## 历史
福瑶列岛自西晋起至明朝先后属于温麻县、长溪县和福宁州。福鼎建县前，福瑶列岛全境属福宁州劝儒乡擢秀里。清朝雍正十二年（1734年），福宁州升格为福宁府，原福宁州直辖区改设附郭霞浦县，5年后，自霞浦县分出福鼎县，福瑶列岛的大嵛山岛及以北岛屿归福鼎县管辖，小嵛山岛及以南岛屿归霞浦县管辖。中华民国时期，大嵛山岛属福鼎县秦屿区管辖。民国38年（1949年），随着第二次国共内战的推进，中国人民解放军于10月8日在嵛山岛岛民配合下接管了大嵛山岛。
中华人民共和国成立后，福鼎县在福瑶列岛管辖部分设立嵛山乡，1952年划分为东角、芦竹两乡，而霞浦县将福瑶列岛管辖部分纳入第四区（区公所驻三沙）管辖。1954年，大嵛山岛及其周边岛屿全部划归霞浦县管辖，隶属于霞浦县海岛区（1955年改称三沙区）。1962年，福瑶列岛全境归福鼎县辖，并成立嵛山人民公社，公社驻马祖村。1980年改置福鼎县嵛山区，1987年改为嵛山乡，1993年撤乡设嵛山镇。